# 李振綱
李振綱（1452年—？），字廷憲，河南開封府封丘縣人，軍籍，明朝政治人物。

## 生平
河南鄉試第六十七名舉人。成化十七年（1481年）中式辛丑科會試第一百五十三名，三甲第一百七十名進士。

## 家族
曾祖李良；祖父李整；父李和，母方氏。重庆下。弟振紀。